# 石油帮
石油帮指因石油產業緊密結合的派系網絡而擁有強大政治經濟勢力的利益集團。

## 中国大陆
在中国大陆，石油帮指中国大陆政治中的石油相关利益集团，其政治勢力由石油體系出身的黨政高級官員和相关石油企业的党组领导所組成，對中國大陆政治有深遠的影響。在權力精英治國的背景下，中華人民共和國的數個產業完全被個別家族或派系所壟斷，如原中央政法委書記周永康家族控制了石油產業，原國務院總理溫家寶的妻子張培莉掌握了珠寶鑽石產業。石油幫在中國共產黨的出頭從1970年代到1980年代早期開始，其成员开始取得不少共產黨内的领导位置；有著類似的升遷途徑（以石油產業經歷後取得共產黨等權力中心位置）則是區分其派系的主要基礎。其歷史從文化大革命期間的大慶油田開採開始，歷經改革開放時和改革派的不同意見和派系鬥爭。至2013年部份石油帮官员面臨中共中央展開的反腐败接受调查，是新任中共中央总书记习近平开始着手整治中国大陆党政机关内部腐败现象的重要信号。

### 1970－90年代
1964年期間大慶油田開採的案例，使中共中央及人民日報开始宣揚工业学大庆的想法及模式，因此在文革時期樹立了兩面旗幟「工業學大慶，農業學大寨」，說明了石油幫興起的最早的歷史脈絡。中共歷年高層領導中的華國鋒、余秋里、康世恩等因靠東北大慶石油起家，被稱為石油幫。中國大陆的石油工業在曾任石油工業部部長與國家能源委員會主任的余秋里及石油化學工業部部長康世恩主持下自行形成一個系統，有「石油帮」之稱。《明报》認為，「石油帮」指的是「从1980年余秋里出任新组建的国家能源委员会主任开始」。
1978年第五屆人大第一次會議后，中华人民共和国国务院组成人员中石油幫佔了五、六名。五屆人大上，由時任中共中央主席兼國務院總理的華國鋒提出的十年經濟計劃草案，據說是石油幫以李先念、余秋里、康世恩爲首擬定。
在估量中國國內的石油儲量以取得外滙來引進外國先進科技的政策上，石油幫事後被發現有誇大數字。1979年，时任国务院副总理的康世恩因“渤海二号”钻井船翻沉受记大过處份。1980年，在第五屆人大三次會議上，石油幫因大寨模式虛假風，其大慶模式也一并遭到公開批評。

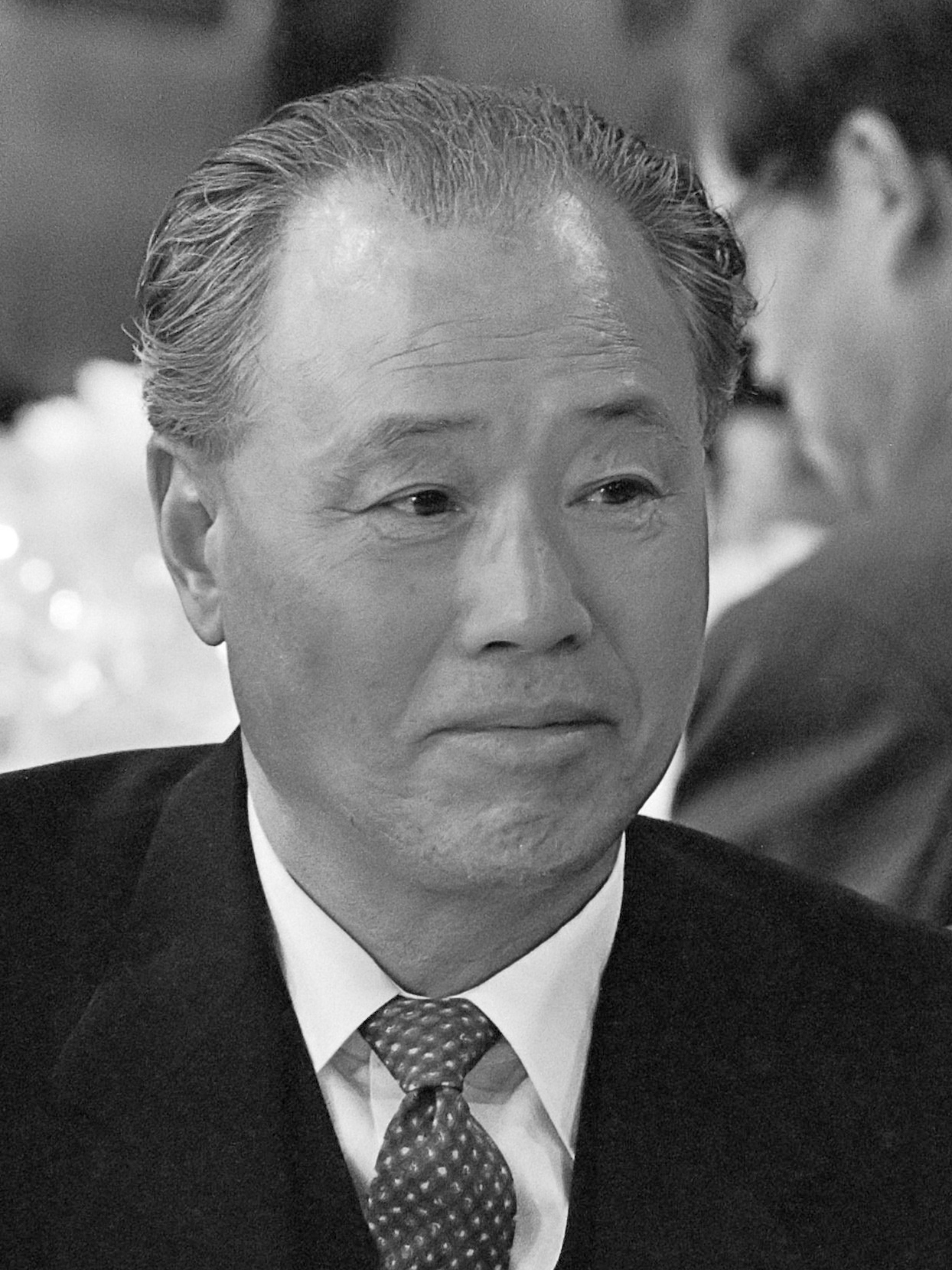
改革派的前中共中央總書記趙紫陽

1982年間，中華人民共和國在走向改革開放之際，中國共產黨内出現了“凡是派”、“改革派”、「復辟派」、「石油幫」等數個派系，而派系間的互動反映了政治精英的鬥爭。其中改革派和石油幫的爭執反映了1980年代中共改革派之興起與變遷。
在經濟發展政策方面，石油幫與改革派對政策層面的策略各有意見及想法，而爭執的內容不單只有政策，亦包括人事安排的切身利害，如國務院財經大權的人事分配；石油幫主要成員當時掌有國務院關鍵的經建委員會、一些財經部門以及石油工业部。五屆人大上，由華國鋒提出的十年經濟計劃草案，據說是石油幫擬定而後遭改革派強烈批評。
石油幫與改革派的爭鬥反映了當時改革派在中國改革開放時並沒有絶對的主導權；直至1980年代初，改革派的趙紫陽出任中共中央政治局常委和國務院總理後，才從石油幫的余秋里及康世恩手中取回經濟主導權。

### 2000年代
2002年11月，曾在在石油系統工作多年并曾任余秋里祕書的曾慶紅在中共十六届一中全会上当选中共中央政治局常委和中央书记处书记，随后在任內期間提拔了大批出身石油系統的官員。2007年，曾庆红在中共十七届一中全会后退休，但获得曾庆红支持并曾经在石油系统工作32年的周永康当选中共中央政治局常委。此外，曾在茂名石化工作多年的張高麗曾任中央政治局常委和國務院副總理。
雜誌《中国企业家》曾以專文及圖表呈現石油幫的利益输送裙带关系，並認為多年来颇有争议的低品位油田承包或許比不上海外腐败，如油气开发、工程招投标、海外并购等等，包括中石油自2006年蒋洁敏出任总经理以来六年的最大规模出海期，仅每年用于海外收购的费用就达20亿－30亿美元。文章以此推估中石油海外總投资的千亿元有可能成為腐败温床。
自2012年11月任中共中央总书记，习近平进行反腐败，也“开始涉及影响巨大且具有政治敏感性的石油行业”，中石油集团及其上市公司的4名前高管已接受调查。大型国有石油企业如中石油集团被调查，香港和纽约上市子公司的股价因此暴跌。
薄熙来事件後，中華人民共和國官方媒體大聲譴責前政治局委員薄熙来，接著連續報導石油系統多名高官失去職位，媒體揣測調查方向朝往「石油幫」，包括曾慶紅及在石油系統工作超過30年的前政治局常委周永康等中共前高層領導人。

### 石油系统反腐

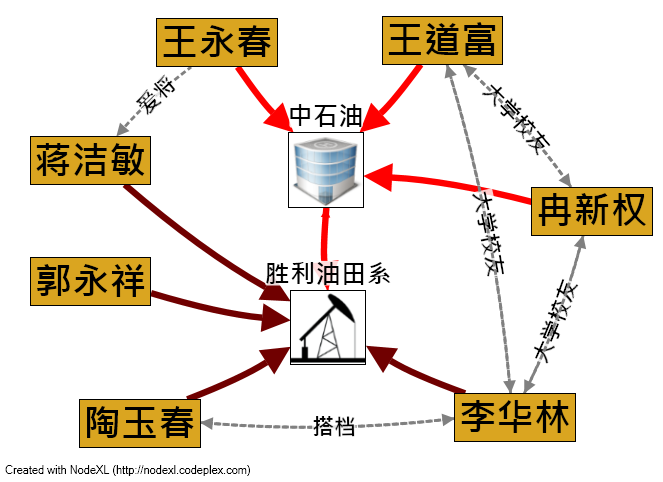
石油帮落马官员关系图

在十八大當選總書記的習近平，南下廣東走1992年鄧小平南巡的改革足迹並矢言反貪腐，而中國30多年改革開放打造出許多體積龐大的國有企業成為既得利益集團，抗拒改革繼續深化，是中國經濟體制發展面臨最劣質的「權貴資本主義」能否持續發展下去的重大課題。紐約時報總結多位中國研究專家意見，認為2013年習近平調查石油幫，考驗的是整党力度以及習近平是否能控制這些利益集团。
一般認為，自邓小平时代以來中共中央的精英政治的不成文約定是，党內最高層領導人不會對與地位相當的政治精英展開腐敗調查，但有可能會懲罰其下屬 (入局不死、入常無罪)。新加坡國立大學東亞研究所所長鄭永年認為這一約定限制精英之間的競爭，若在石油幫涉腐敗案中，習近平打破這种約定會引起其他已退休的領導人（包括江澤民）的警惕，他認為「習近平必须做點什么來顯示他能控制這些利益集团，來表明他們不是獨立的王國。不然的話，沒有人會聽他的。当然，他能走多遠是另一回事。」
研究中國腐敗問題的專家丁學良教授認為，對石油幫的調查是習近平鞏固其對體制的控制的表現，如同告訴周永康要管好自己，而我們正在收集你周圍人的相關證据，也同時對其他人發出警告；對石油幫的反腐調查可能有助於鞏固習近平的權力，但也使其面臨政治精英階層所帶來的巨大風險，特別是2013年70歲的周永康，自2007年到2012年擔任中央政法委書記，負責監管警察、法院、國家安全以及其他維持國內法律和秩序的強大機構，也曾是政治局常務委員會（党內最高的權力核心）委員。
2013年9月3日，中紀委通報中石油前董事长，時任國務院國有資產監督管理委員會主任蔣潔敏因涉嚴重違紀案件，其資產高達數百億人民幣，正接受雙規調查，因為曾在山東勝利油田工作22年的蔣潔敏是石油幫的重要成員，媒體揣測這預示着石油幫的脈系「勝利系」崩盤前兆。蔣潔敏於1972年進入勝利油田，並做至勝利油田管理局副局長後於1994年調離，1998年，勝利油田歸中石化，而勝利油田出身的幹部遍布中石油和中石化兩家集體企業。
2013年11月，被指控违反美国证交法，中石油前任和现任董事长蒋洁敏、周吉平等人在美国遭起诉，媒體評論“石油帮”的中石油的腐败窝案、中石化的重大安全事故、中海油的幕后交易，等事件意謂著「中国“石油帮”的存在已经严重地威胁到了中国经济的安全」。识局智库的专家也认为，这些石油精英权力很大，执行对他们的反腐败有很大难度。蒋洁敏被查则仅仅是一个开始。
包括前昆侖能源董事長李華林在內的中石油「四天王」因「涉嫌嚴重違紀」於8月27日辭職，接任的溫青山，前中石油集團公司總會計師，也於12月被帶走調查。據報導，一位投行石油分析員認為中央未放棄追究貪腐，而中石油系統的人事會持續有變動；政治評論員趙樹根認為，溫青山與李華林及蔣潔敏都屬於周永康派系，派系利益斬草除根，不排除往後有更多人下台。
有媒體揣測，前中共政法委書記周永康已于12月上旬被「軟禁」，如缺席原石油工业部部長唐克（石油幫的元老，一般認為是周永康的恩師）2013年12月11日喪禮時，戴晴對媒體表示：「這個周永康如果要不是快死了，不是給擔架抬著，他無論如何得參加這個追悼會。如果他沒參加，他就是不能去了。」由於當時引起全球關注的北韓張成澤事件罪名為「對抗中央、嚴重腐敗」和周永康很類似，有评论因此猜测北京未公布周永康腐敗案詳情被認為是要避免被和北韓政局相提並論。2014年7月29日，新华社发表了周永康被调查的消息，其中证实了周永康在2013年12月1日起接受调查的传闻。
周永康被控制後，其「石油幫」内在职、离职高官被中央整頓，凸顯習近平嚴打「石油幫」貪腐的決心。

### 媒体评论
2014年12月29日，中共中央政治局召开会议指出：“把党的纪律建设摆在更加突出的位置，强化纪律刚性约束，严明政治纪律和政治规矩，党内决不容忍搞团团伙伙、结党营私、拉帮结派。”而在前一日，新华社刊发文章指出，近年来落马的一些“大老虎”背后，多有一帮官员与之有着千丝万缕的利益勾连，形成一个个或明或暗，或松散或紧密的“帮派”“团伙”，并首次公开给这些团伙命名为“石油帮”、“秘书帮”、“山西帮”。

### 「福建石油帮」
於國營企業的石油幫區別開來，「福建石油帮」指在福建从事石油贸易的民營企業。据报道这些企业每年从事的石油贸易金额超过1500亿元人民币，其成員拥有庞大资产，或出生草根、文化程度普遍不高但性情坚强忍耐性好。被称为“福建石油帮”的闽南人行动迅速、步调统一，危难之际主动协同帮助，且与生俱来地拥有海洋性格，“下南洋”是他们共同的人生经历。

## 美國
在美國，不同垄断财团组成的「石油帮」、「医疗帮」、「银行帮」等不同的國會遊說組織，形成「院外活动集团」或被称为美国国会的「第三院」，來發揮其政治影響力。